# Wickelkloß

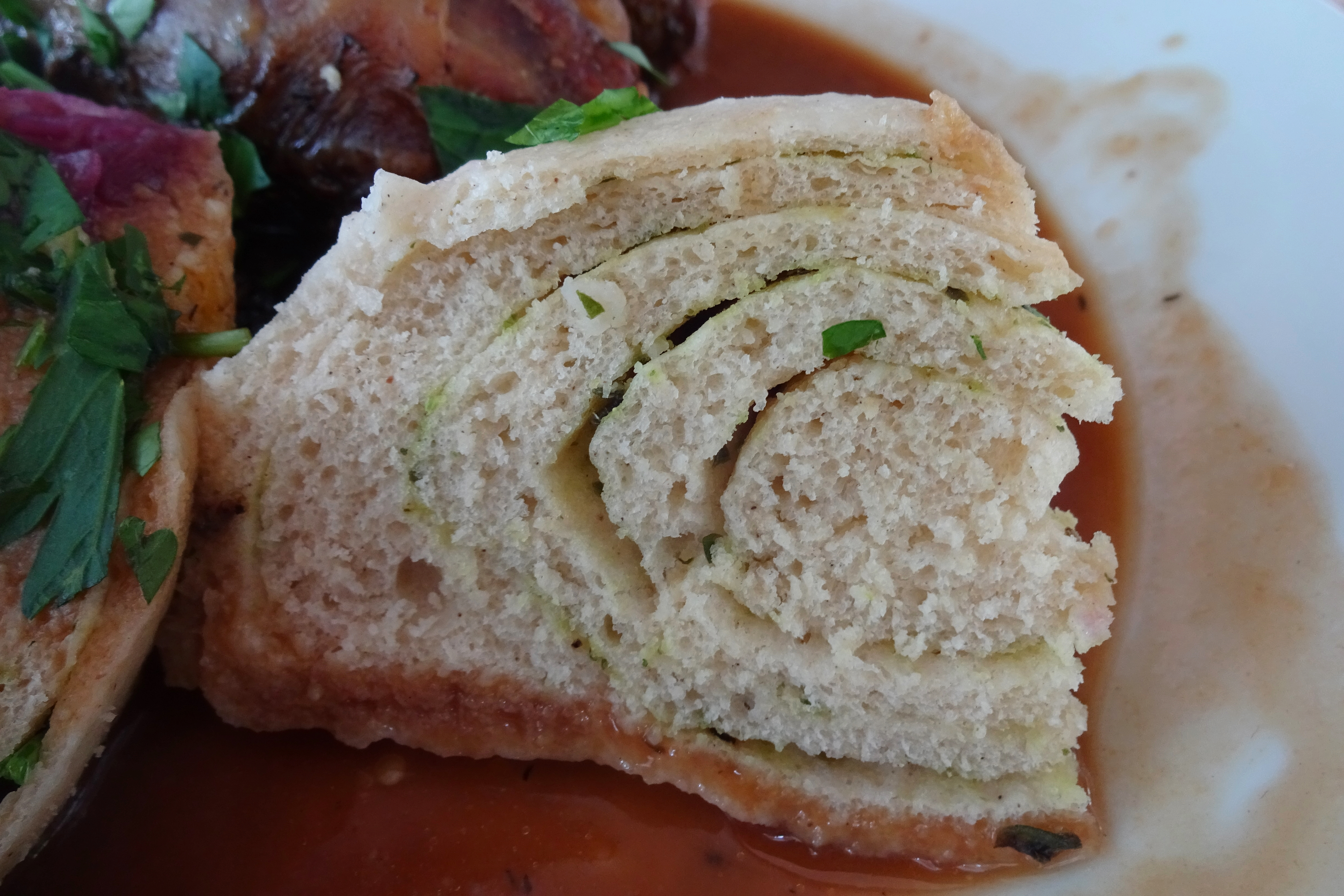
Wickelkloß mit Mehlteig, mit Butter bestrichen, mit Majoran bestreut und dann gewickelt

Wickelklöße sind eine mit Semmelmehl gefüllte Variante des Kartoffelkloßes der Erzgebirgischen Küche und Thüringer Küche.
Westsachsen
In der Regel bestehen Wickelklöße aus demselben Teig wie Mehlklöße. Der Unterschied besteht darin, dass die Teigmasse breit ausgerollt wird. Der ausgerollte Teig wird mit ausgelassener Butter bestrichen und mit Semmelbrösel bestreut. Danach wird der Teig gewickelt und in Kloßgröße (10–15 cm) geschnitten. Die Klöße werden anschließend 15–20 Minuten in siedendem Wasser gegart. In Sachsen werden Wickelklöße gern zu Sauerbraten oder Rouladen gegessen.
Erzgebirge
Zur Zubereitung werden zunächst Kartoffeln in der Schale gekocht und nach dem Abkühlen bzw. am nächsten Tag geschält, gerieben oder durchgepresst und mit Ei und Mehl zu einem Teig verarbeitet. Gewürzt wird mit Salz und Muskat. Anschließend wird der Teig bleistiftdünn ausgerollt, mit in Butter geröstetem Semmelmehl bestrichen und zusammengerollt. Schließlich wird die Rolle in handtellerbreite Stücke geschnitten, deren Enden werden zusammengedrückt und die Wickelklöße in Salzwasser sanft gegart.
Serviert werden Wickelklöße besonders zu Schmorgerichten wie Gulasch oder Kaninchenbraten.
Thüringen
In Thüringen (Region Apolda, Jena) werden Wickelklöße nach einem anderen Rezept zubereitet. Hier wird ein einfacher Nudelteig, bestehend aus Mehl, Eiern, Backpulver und Wasser, hergestellt. Dieser wird mit in Butter geröstetem Semmelmehl gerollt und mit einer Rindfleisch-Petersiliensoße serviert.